# Xoconoxtle, Tierra Blanca
Xoconoxtle är en ort i Mexiko.   Den ligger i kommunen Tierra Blanca och delstaten Guanajuato, i den centrala delen av landet, 200 km nordväst om huvudstaden Mexico City. Xoconoxtle ligger 2 107 meter över havet och antalet invånare är 169.
Terrängen runt Xoconoxtle är lite bergig. Runt Xoconoxtle är det ganska glesbefolkat, med 29 invånare per kvadratkilometer. Närmaste större samhälle är Las Moras, 10,1 km norr om Xoconoxtle. Omgivningarna runt Xoconoxtle är i huvudsak ett öppet busklandskap.